# زرزمین
زَرزَمین (Зарзамин) جماعت و شهرکی در شمال غربی تاجیکستان است که در ناحیهٔ باباجان غفورف ولایت سغد قرار دارد. جمعیت این جماعت ۹٬۲۱۷ نفر است.
نام پیشین این جماعت (دهستان)، قَطَغَن (Қатаған) بود.
جماعت دهات زرزمین سال ۱۹۶۵ تشکیل شده‌است. مساحت عمومی جماعت ۳۰۶ هکتار می‌باشد. بیشتر اهالی آن را ازبکان تشکیل می‌دهند. در این جماعت ۱ شعبه علاقه، ۱۱ مؤسسه‌های خدمت‌رسانی، ۲ مکتب تحصیلات عمومی، ۱ بیمارخانه، ۱ مرکز سلامت و ۱ مسجد پنج‌وقته فعالیت می‌نماید. جماعت مذکور یکی از دهات آباد ناحیه به حساب رفته، در بخش شرقی ناحیه کنار سیردریا جایگیر شده‌است. اهالی زرزمین در آبادانی وادی وخش، مرزاچول و دلورزین سهم زیادی داشته و در زمان شوروی در زمینه تولید پنبه فعالیت‌های مهمی داشته‌اند.